# Mesoginella punicea
Mesoginella punicea is een slakkensoort uit de familie van de Marginellidae. De wetenschappelijke naam van de soort is voor het eerst geldig gepubliceerd in 1948 door Laseron.